# Trichopolia licentiosa
Trichopolia licentiosa är en fjärilsart som beskrevs av Smit 1894. Trichopolia licentiosa ingår i släktet Trichopolia och familjen nattflyn. Inga underarter finns listade i Catalogue of Life.